# Мангри Північного Гондурасу
Мангри Північного Гондурасу (ідентифікатор WWF: NT1426) — неотропічний екорегіон мангрових лісів, розташований на північному сході Центральної Америки.

## Географія
Екорегіон мангрів Північного Гондурасу охоплює ділянки мангрових лісів, поширені на узбережжі Карибського моря в Гондурасі та на крайньому північному сході Гватемали. Він включає прибережну смугу довжиною 475 км, яка простягається від затоки Аматіке в Гватемалі уздовж південного узбережжя Гондураської затоки до дельти річки Патука. На сході екорегіону мангрові ліси переважно зустрічаються на пласких прибережних мілинах та у прибережних лагунах. У внутрішніх районах мангри переходять у сезонно затоплювані луки та у низинні соснові савани, які є частиною екорегіону соснових лісів Москітового берега. На заході екорегіону мангрові ліси зустрічаються у дельтах річок, лагунах та інших прибережних водно-болотних угіддях, де вони перемежовуються ділянками затоплюваних саван та боліт, піщаними пляжами та кораловими рифами. У внутрішніх районах вони переходять у вологі тропічні ліси, які є частиною екорегіону центральноамериканських атлантичних вологих лісів.

## Клімат
В межах екорегіону переважає вологий екваторіальний клімат (Af за класифікацією кліматів Кеппена) або мусонний клімат (Am за класифікацією Кеппена). Середньорічна кількість опадів в регіоні коливається від 2000 мм на заході до 3000 мм на сході, більшість з яких випадає під час сезону дощів з червня по грудень. З січня по травень триває сухий сезон. З Карибського моря до регіону регулярно приходять урагани та тропічні шторми. В середньому за десятиліття на узбережжі Гондурасу трапляється близько чотирьох інтенсивних тропічних штормів та два сильні урагани.

## Флора
У манграх Північного Гондурасу домінують п'ять видів мангрових дерев — червоні мангри (Rhizophora mangle), чорні мангри (Avicennia germinans), білі мангри (Laguncularia racemosa), прямі конусоплідні мангри (Conocarpus erectus) та жовті мангри (Rhizophora harrisonii). Поширення окремих видів визначається солоністю води та ступенем затоплення території. Серед інших рослин, поширених в екорегіоні, слід відзначити мангрову папороть (Acrostichum aureum), морський виноград (Coccoloba uvifera) та кокосову пальму (Cocos nucifera). У внутрішніх районах мангрові ліси переходять у соснові савани, у яких домінують карибські сосни (Pinus caribaea var. hondurensis), в осокові луки, де зустрічаються зарості еверглейдських пальм (Acoelorraphe wrightii), та у вологі тропічні широколистяні галерейні ліси і заболочені ліси, у яких переважають водяні пахіри (Pachira aquatica), бразильські гуананді (Calophyllum brasiliense), віроли Кошні (Virola koschnyi) та пальми ягуа (Roystonea dunlapiana).

## Фауна
Серед птахів, поширених у манграх екорегіону, слід відзначити червонодзьобого свистача (Dendrocygna autumnalis), мангрового кукліло (Coccyzus minor), велику чепуру (Ardea alba), американську чепуру (Egretta thula), мексиканську бушлю (Tigrisoma mexicanum), чорногорлого квака (Nyctanassa violacea), неотропічного ябіру (Jabiru mycteria), міктерію (Mycteria americana), неотропічного лапчастонога (Heliornis fulica), жовтолобу якану (Jacana spinosa), бразильського баклана (Phalacrocorax brasilianus), скопу (Pandion haliaetus), канюка-рибалку (Busarellus nigricollis), чорного канюка-крабоїда (Buteogallus anthracinus), великого канюка-крабоїда (Buteogallus urubitinga), амазонійського рибалочку (Chloroceryle amazona), мангрову білозорку (Tachycineta albilinea), золотистого пісняра-лісовика (Setophaga petechia), червоного ару (Ara macao) та нікарагуанського ару (Ara ambiguus), 
В мангрових заростях екорегіону зустрічається багато різноманітних ссавців, зокрема білохвості олені (Odocoileus virginianus), ошийникові пекарі (Dicotyles tajacu), звичайні пекарі (Tayassu pecari), центральноамериканські тапіри (Tapirus bairdii), центральноамериканські коати (Ateles geoffroyi), колумбійські ревуни (Alouatta palliata), панамські капуцини (Cebus imitator), ягуари (Panthera onca), оцелоти (Leopardus pardalis), неотропічні видри (Lontra longicaudis) та низинні паки (Cuniculus paca). У лагуни регіону іноді запливають американські ламантини (Trichechus manatus), які живляться водною рослинністю. 
Серед плазунів, які зустрічаються в екорегіоні, слід відзначити гострорилого крокодила (Crocodylus acutus), крокодилового каймана (Caiman crocodilus), звичайну ігуану (Iguana iguana), чорну шипохвосту ігуану (Ctenosaura acanthura) та імператорського удава (Boa imperator). На піщаних пляжах Північного Гондурасу зустрічаються рідкісні морські черепахи — зелені черепахи (Chelonia mydas), бісси (Eretmochelys imbricata), шкірясті черепахи (Dermochelys coriacea) та довгоголові морські черепахи (Caretta caretta), а у мангрових лісах, поширених на островах Іслас-де-ла-Бая в Гондураській затоці, — ендемічні утіланські шипохвості ігуани (Ctenosaura bakeri) та мангрові аноліси (Anolis utilensis).

## Збереження
Основними загрозами для збереження природи регіону є вирубка мангрових лісів, осушення прибережних водно-болотних угідь та забруднення води внаслідок промислової і сільськогосподарської діяльності. Більша частина мангрових лісів екорегіону була знищена та перетворена на сільськогосподарські угіддя, що призвело до ерозії ґрунтів, а надмірний вилов риби та полювання призвели до скорочення популяцій деяких видів ссавців. Основними природоохоронними територіями екорегіону є Національний парк Пунта-Ісопо, Природний заповідник Куера-і-Саладо та Біосферний заповідник Ріо-Платано в Гондурасі, а також Природний заповідник Пунта-де-Манабіке та Заповідник Чокон-Мачакас в Гватемалі. У 1982 році Біосферний заповідник Ріо-Платано був внесений до списку Світової спадщини ЮНЕСКО.